# Léa Seydoux
Léa Seydoux (Parijs, 1 juli 1985) is een Franse actrice, vooral bekend van haar rollen in de James Bondfilms Spectre en No Time to Die en in de Franse film La vie d'Adèle.

## Biografie
In 2009 werd ze genomineerd voor een César voor haar rol in de film La Belle Personne. Ze verscheen in verschillende belangrijke Amerikaanse films zoals Ridley Scotts Robin Hood, Woody Allens Midnight in Paris en Brad Birds Mission: Impossible – Ghost Protocol. Voor hun rollen in La vie d'Adèle kregen Seydoux en mede-actrice Adèle Exarchopoulos de Gouden Palm samen met regisseur Abdellatif Kechiche. Samen met Jane Campion zijn Seydoux en Exarchopoulos de enige vrouwen die ooit een Gouden Palm wonnen. In 2015 speelde ze de rol van bondgirl Madeleine Swann in de James Bondfilm Spectre. Ze speelde wederom Madeleine Swann in de volgende Bond-film, No Time to Die (2021).

## Filmografie
| Jaar | Titel                                | Rol                    | Opmerkingen                                                 |
| ---- | ------------------------------------ | ---------------------- | ----------------------------------------------------------- |
| 2006 | Mes copines                          | Aurore                 |                                                             |
| 2007 | Une vieille maîtresse                | Olivia                 |                                                             |
| 2007 | 13 French Street                     | Jenny                  |                                                             |
| 2008 | De la guerre                         | Marie                  |                                                             |
| 2008 | Les Vacances de Clémence             | Jackie                 | Tv-film                                                     |
| 2008 | Des poupées et des anges             | Gisèle                 |                                                             |
| 2008 | La Belle Personne                    | Junie                  | Genomineerd voor de César voor beste jong vrouwelijk talent |
| 2009 | Mon faible cœur                      |                        |                                                             |
| 2009 | Lourdes                              | Maria                  |                                                             |
| 2009 | Des illusions                        | La fille du métro      |                                                             |
| 2009 | Inglourious Basterds                 | Charlotte LaPadite     |                                                             |
| 2009 | Plein sud                            | Léa                    |                                                             |
| 2010 | Robin Hood                           | Isabella van Angoulême |                                                             |
| 2010 | Petit tailleur                       | Marie–Julie            | Korte film                                                  |
| 2010 | Sans laisser de traces               | Fleur                  |                                                             |
| 2010 | Belle Épine                          | Prudence Friedmann     | Genomineerd voor de César voor beste jong vrouwelijk talent |
| 2010 | Roses à crédit                       | Marjoline              | Tv-film                                                     |
| 2010 | Mystères de Lisbonne                 | Branca de Montfort     | Tv-reeks                                                    |
| 2011 | Midnight in Paris                    | Gabrielle              |                                                             |
| 2011 | Mission: Impossible – Ghost Protocol | Sabine Moreau          |                                                             |
| 2011 | Time Doesn't Stand Still             | Elle                   | Korte film                                                  |
| 2011 | Le roman de ma femme                 | Ève                    |                                                             |
| 2012 | Les Adieux à la reine                | Sidonie Laborde        | Genomineerd voor de César voor beste actrice                |
| 2012 | L'Enfant d'en haut                   | Louise                 |                                                             |
| 2013 | La vie d'Adèle                       | Emma                   | Genomineerd voor de César voor beste actrice; Gouden Palm   |
| 2013 | Grand Central                        | Karole                 |                                                             |
| 2014 | La belle et la bête                  | La belle               |                                                             |
| 2014 | The Grand Budapest Hotel             | Clotilde               |                                                             |
| 2014 | Saint Laurent                        | Loulou de la Falaise   |                                                             |
| 2015 | Journal d'une femme de chambre       | Célestine              |                                                             |
| 2015 | The Lobster                          | Loner Leader           |                                                             |
| 2015 | Spectre                              | Madeleine Swann        |                                                             |
| 2016 | Juste la fin du monde                | Suzanne                |                                                             |
| 2018 | Zoe                                  | Zoe                    |                                                             |
| 2018 | Kursk                                | Tanya Averina          |                                                             |
| 2021 | No Time to Die                       | Madeleine Swann        |                                                             |
| 2021 | The French Dispatch                  | Simone                 |                                                             |
| 2022 | Crimes of the Future                 | Caprice                |                                                             |
| 2022 | Un beau matin                        | Sandra                 |                                                             |
| 2023 | La Bête                              | Gabrielle              |                                                             |
| 2024 | Dune: Part Two                       | Margot Fenring         |                                                             |
| 2024 | Le Deuxième Acte                     | Florence               |                                                             |

## Computerspel
- Death Stranding (2019) als Fragile
- Death Stranding 2: On the Beach (2025) als Fragile